# 1583
Відродження •  Реформація •  Доба великих географічних відкриттів •  Ганза •  Річ Посполита •  Нідерландська революція •  Релігійні війни у Франції

## Геополітична ситуація
Османську державу очолює Мурад III (до 1595). Імператором Священної Римської імперії є Рудольф II (до 1612). У Франції королює Генріх III Валуа (до 1589).
Королем Іспанії, Португалії, частини Італії та півдня Нідерландів є Філіп II Розсудливий (до 1598). Північні провінції Нідерландів оголосили незалежність. Північна Італія за винятком Венеційської республіки належить Священній Римській імперії.
Королевою Англії є Єлизавета I (до 1603). Король Данії та Норвегії — Фредерік II (до 1588). Король Швеції — Юхан III (до 1592). Королем Богемії та Угорщини є імператор Рудольф II (до 1608).
Королями Речі Посполитої, якій належать українські землі, є Стефан Баторій та Анна Ягеллонка.
У Московії править Іван IV Грозний (до 1584). Існують Кримське ханство, Ногайська орда. Єгиптом володіють турки. Шахом Ірану є сефевід Мухаммад Худабенде. У Китаї править династія Мін. Значними державами Індостану є Імперія Великих Моголів, Біджапурський султанат, Віджаянагара. У Японії триває період Адзуті-Момояма.
Європейці й далі підкорюють Америку. На завойованих землях існують віцекоролівства Нова Іспанія та Нова Кастилія. Португальці освоюють Бразилію.

## Події

### В Україні
- Перша писемна згадка про село Зубковичі (до 2020 Олевського району) (нині Коростенського району Житомирської області)
- Перша писемна згадка про село Богданівка (нині Підволочиського району Тернопільської області)
- Перша писемна згадка про село Кошляки (нині Підволочиського району Тернопільської області)
- Також письмово згадуються Гораймівка (Маневицький район), Чигирин, Дорогиничі — сучасний Локачинський район, Копитів (Корецький район), Полиці (Камінь-Каширський район).

### У світі
- Лівонська війна завершилася підписанням Плюсського перемир'я між Московією та Швецією, за яким Московія поступалася втраченими містами.
- 14 березня військо Єрмака, розбивши хана Кучума, захопила столицю Сибірського ханства місто Іскер.
- Турки захопили Баку.
- У Кельнському курфюрстві спалахнула війна між католицьким та кальвіністським претендентом на єпископа. Гору взяли католики.
- Претендент на нідерландський трон Франциск Анжуйський здійснив невдалу спробу відбити в іспанців Антверпен. Здескредитувавши себе, він повернувся у Францію.
- 18 червня Річард Мартін у Лондоні видав перше страхове свідоцтво. Його отримав Вільям Гіббон, а сума страхування склала 383 фунти.[1]
- 5 серпня англійський мореплавець Гамфрі Ґілберт оголосив острів Ньюфаундленд власністю Англії і заснував на ньому перше у Новому Світі англійське поселення. Згодом ця колонія зникла, а сам Гілберт загинув того ж року під час шторму поблизу Азорських островів.
- Владу над узбеками взяв у свої руки Абдулла-хан II.
- У Японії в боротьбі за спадщину Оди Нобунаґи Тойотомі Хідейосі завдав поразки Сібаті Кацуіє в битві при Сідзуґатаке.

## Народились
Див. також: Категорія:Народились 1583
- 10 квітня — Гуго Гроцій (Гуго де Гроот), голландський юрист, один з основоположників сучасного міжнародного права
- 24 вересня — Альбрехт Валленштайн, німецький полководець, генералісимус, головнокомандувач військ Священної Римської імперії в Тридцятирічній війні 1618—1648 років.

## Померли
Див. також: Категорія:Померли 1583
- 9 вересня — Гемфрі Гілберт, англійський політик, військовик і мореплавець
- 15 грудня — Іван Федоров.

## Виноски
1. ↑  Архівована копія. Архів оригіналу за 10 жовтня 2016. Процитовано 17 квітня 2016.{{cite web}}:  Обслуговування CS1: Сторінки з текстом «archived copy» як значення параметру title (посилання)